# 观沙岭街道

观沙岭街道为长沙市岳麓区下辖街道之一，位于岳麓区东北部，湘江西岸。地缘上，观沙岭街道北与星城镇接壤，西与望岳街道为邻，南界银盆岭街道，东隔湘江与丁字镇、新港镇相望。街道总面积14.85平方公里。街道下辖8个社区、4村，总人口约4.2万人(2006年)。